# 图拉真拱门 (贝内文托)

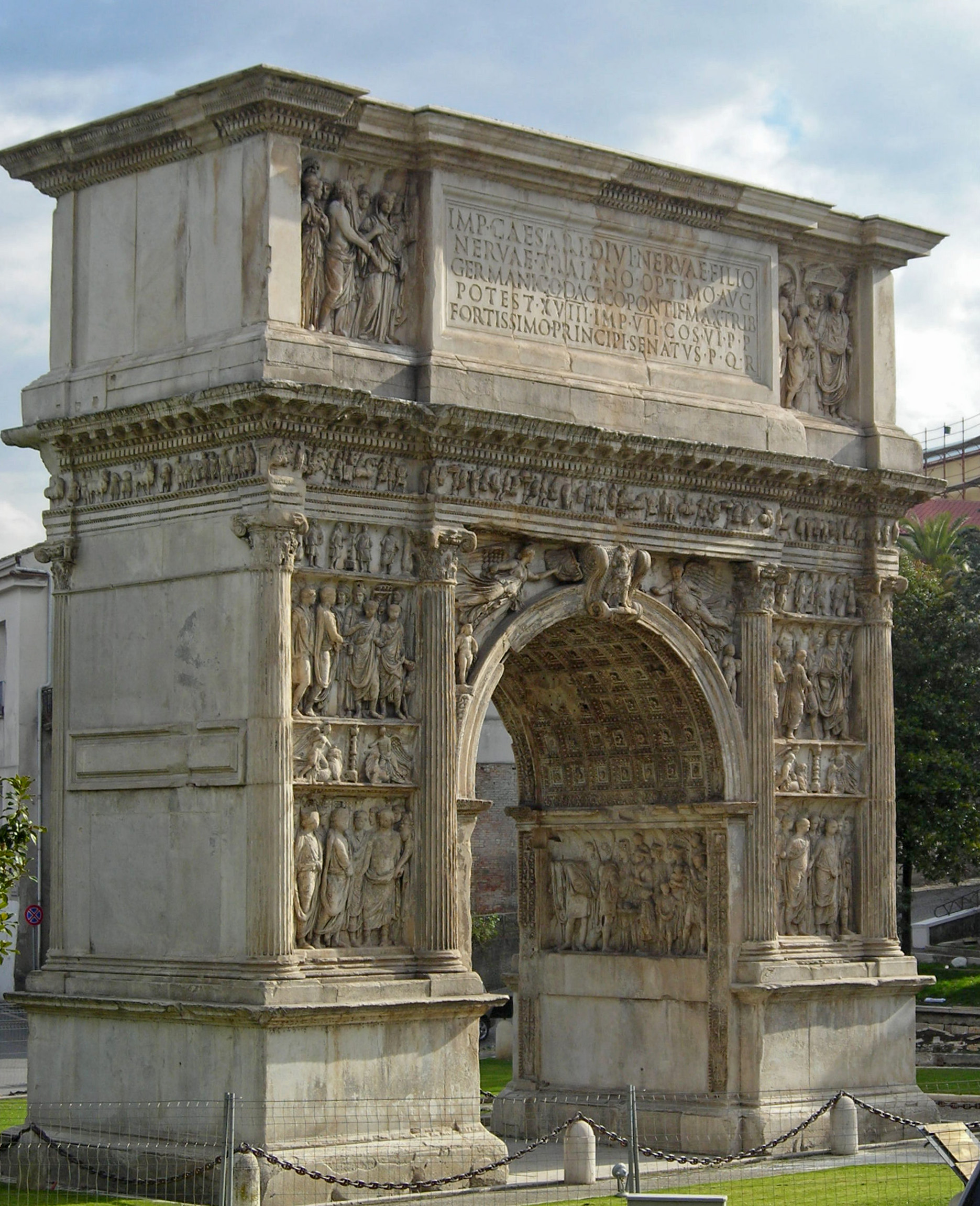
图拉真拱门

图拉真拱门（義大利語：Arco di Traiano）是一个古罗马凯旋门，位于意大利南部坎帕尼亚大区城市贝内文托。高15.6米，宽8.6米。

## 历史
图拉真拱门建于114-117年，作为城市的入口，以庆祝图拉真皇帝经过亚壁古道。在伦巴第时期，曾被并入城墙，称为“黄金门”（Porta Aurea）。

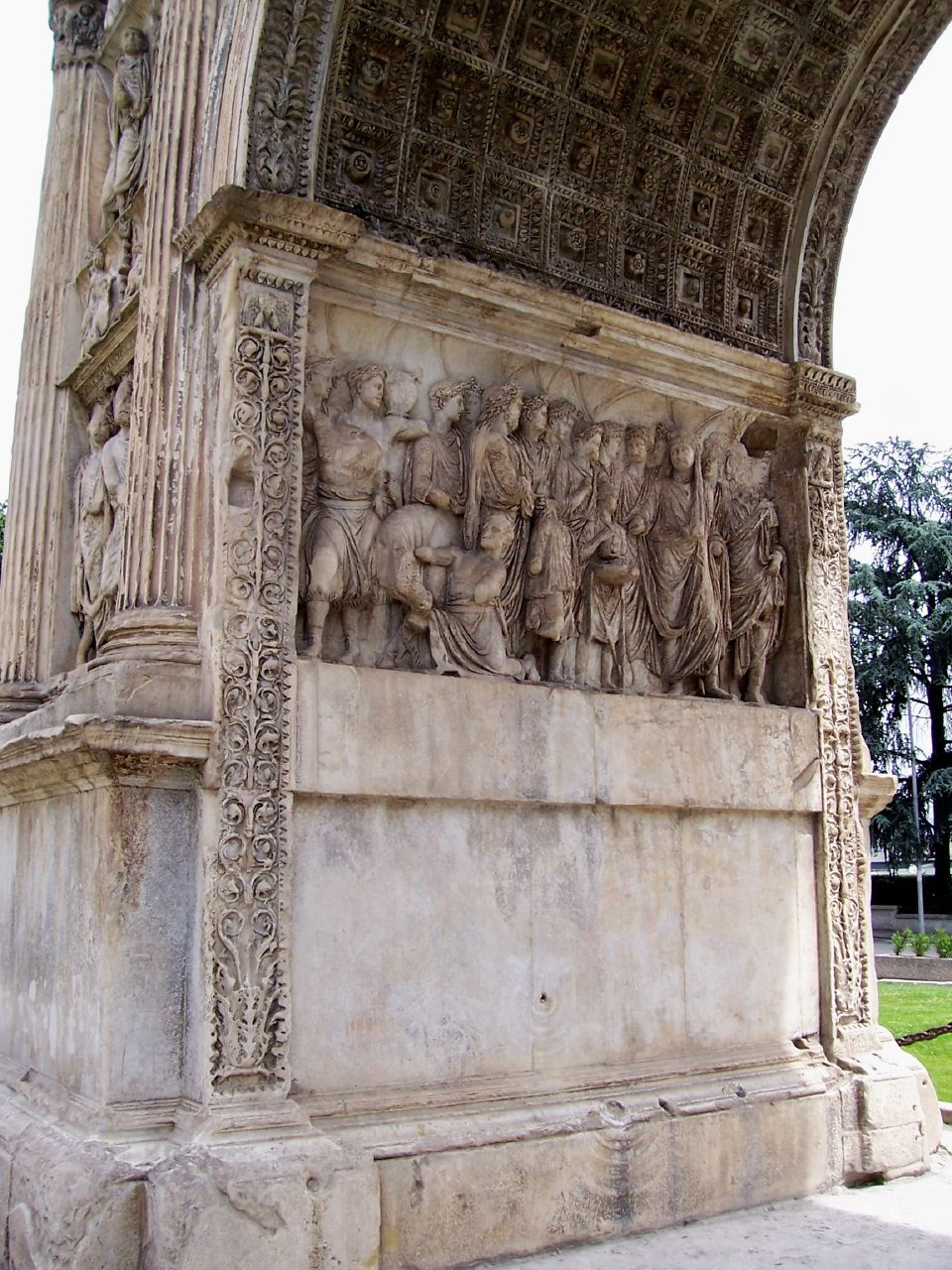
细部

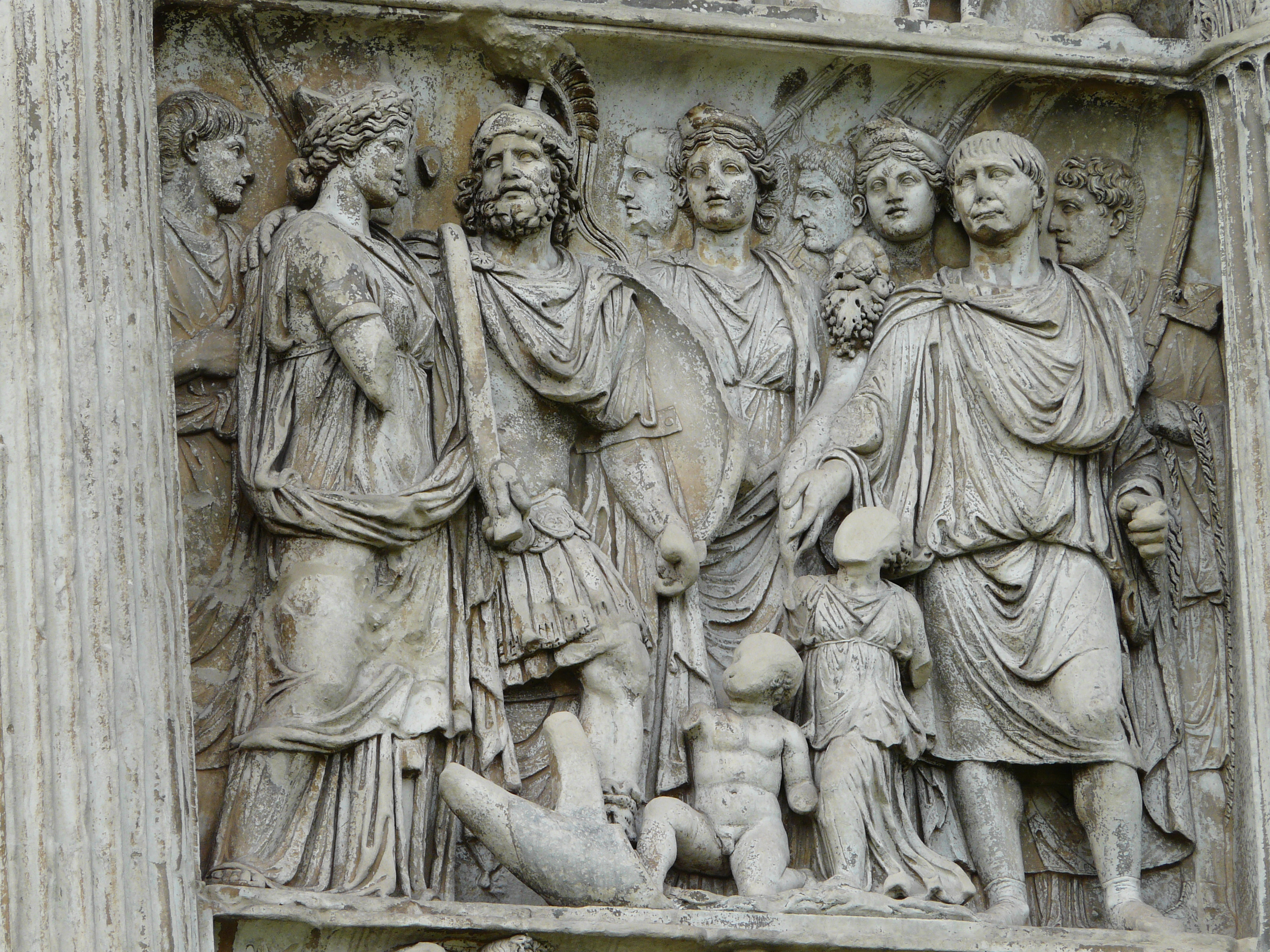